# Levensau
Die Levensau ([ˈleːvn̩s.au], dänisch: Levenså) ist ein schleswig-holsteinischer Fluss mit historischer Bedeutung.

## Name
In historischen Texten wurde die Levensau auch Leuoldesowe, Levensow, Levensaue oder Leuensawe genannt. Der Name setzt sich zusammen aus dem Suffix -au und dem altsächsischen Personennamen Lēwold.

## Herrschaftsgebiet, Grenzfluss
Wie im Artikel Nordalbingien näher beschrieben, lag die Levensau um 800 in einem Bereich, der eher dünn besiedelt war. Drasco, Samtherrscher der Abodriten, herrschte 804 bis 810 nördlich und südlich der Levensau. Karl der Große bestimmte 811 zwar die Eider zur Nordgrenze des Fränkischen Reichs, die Levensau selbst lag aber nördlich bzw. östlich davon.
Zwischen 934 und 1025 lag die gesamte Levensau im Stammesherzogtum Sachsen und in der Mark Schleswig. 
Seit einem Vertrag von 1036 herrschte Kaiser Konrad II. (HRR) südlich der Levensau bis zur nördlichen Grenze Holsteins und Knut der Große nördlich der Levensau bis zur südlichen Grenze Schleswigs.
Von der Schlacht bei Stellau 1201/1202 bis zur Schlacht bei Mölln 1225/1227 gehörten sowohl Schleswig als auch Holstein unter der Herrschaft von Waldemar II. (Dänemark) zu Dänemark, womit Levensau und Eider zu Dänemark gehörten und keine relevante Grenzfunktion hatten.
Spätestens von 1225/1227 bis 1777 waren die Eider westlich des Flemhuder Sees, eine dazwischenliegende Landwehr (nahe der heutigen Fähre Landwehr) und die Levensau östlich von Warleberg die Grenze zwischen den Herzogtümern Schleswig und Holstein. Damit war sie zugleich die Nordgrenze des Heiligen Römischen Reiches deutscher Nation.
Von 1777 bis 1784 wurde das Flussbett der Levensau zwischen Warleberg und Holtenau zum Eider-Kanal ausgebaut. Seitdem bildet der Eider-Kanal die Grenze zwischen Schleswig und Holstein, und die Levensau ist nur noch ein kurzer, südwärts verlaufender Bach, der aus dem Warleberger Moor kommend südlich von Gut Warleberg in den Kanal mündet. Von 1887 bis 1895 wurde der Eider-Kanal begradigt und zum Nord-Ostsee-Kanal ausgebaut.

## Flussverlauf bis 1777
Die Levensau entspringt im Warleberger Moor, floss dann ostwärts durch Warleberg ⊙,
nördlich von Rajensdorf
⊙,
nördlich von Reimershof ⊙,
südlich von Neuwittenbek,
südlich von Altwittenbek,
nördlich von Schwartenbek,
durch Gut Projensdorf,
nördlich von Suchsdorf,
südlich des Gutes Knoop,
nördlich von Wik,
südlich von Holtenau in die Kieler Förde und damit in die Ostsee.
Der folgende Ausschnitt aus der „Landkarte von dem Dänischen Wohld“ in Neue Landesbeschreibung der zwei Herzogtümer Schleswig und Holstein von Johannes Mejer und Caspar Danckwerth von 1652 zeigt die Levensau auf der rechten Seite direkt oberhalb der gepunkteten Linie. Die gepunktete Linie ist die Grenze zwischen den Herzogtümern Schleswig und Holstein.

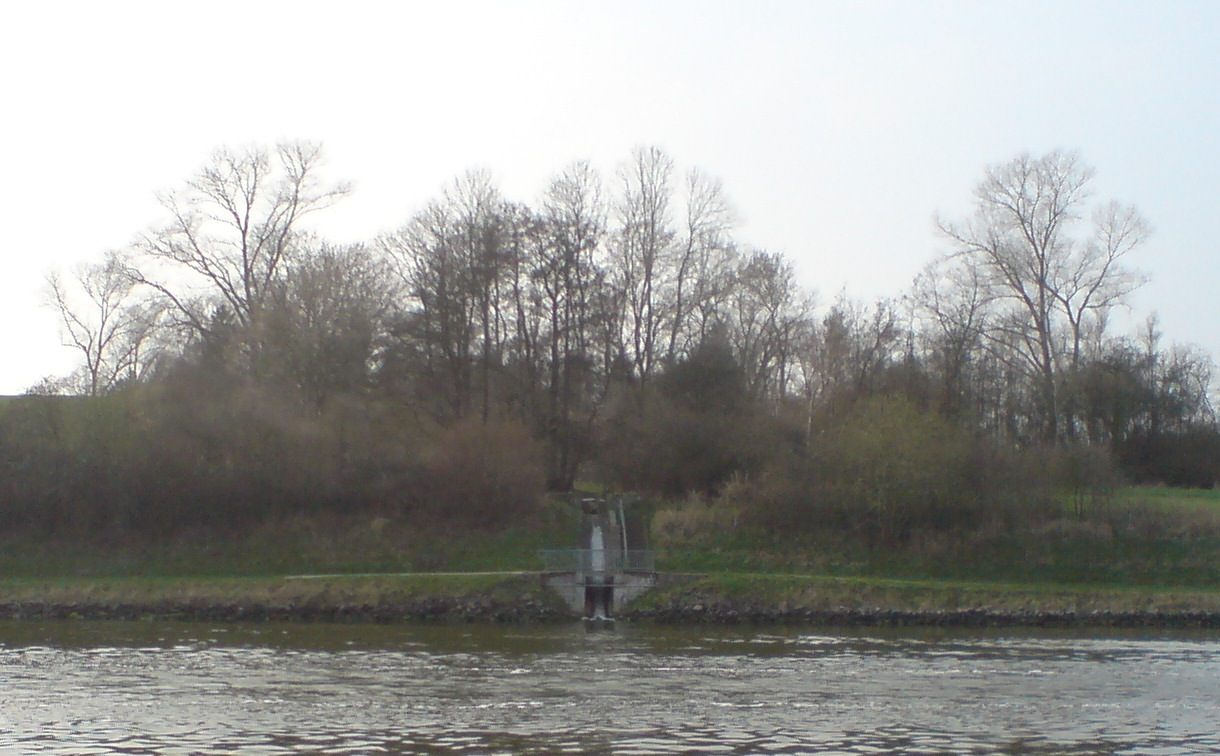
Mündung der Levensau in den Nord-Ostsee-Kanal bei Gut Warleberg
Blick Richtung Norden

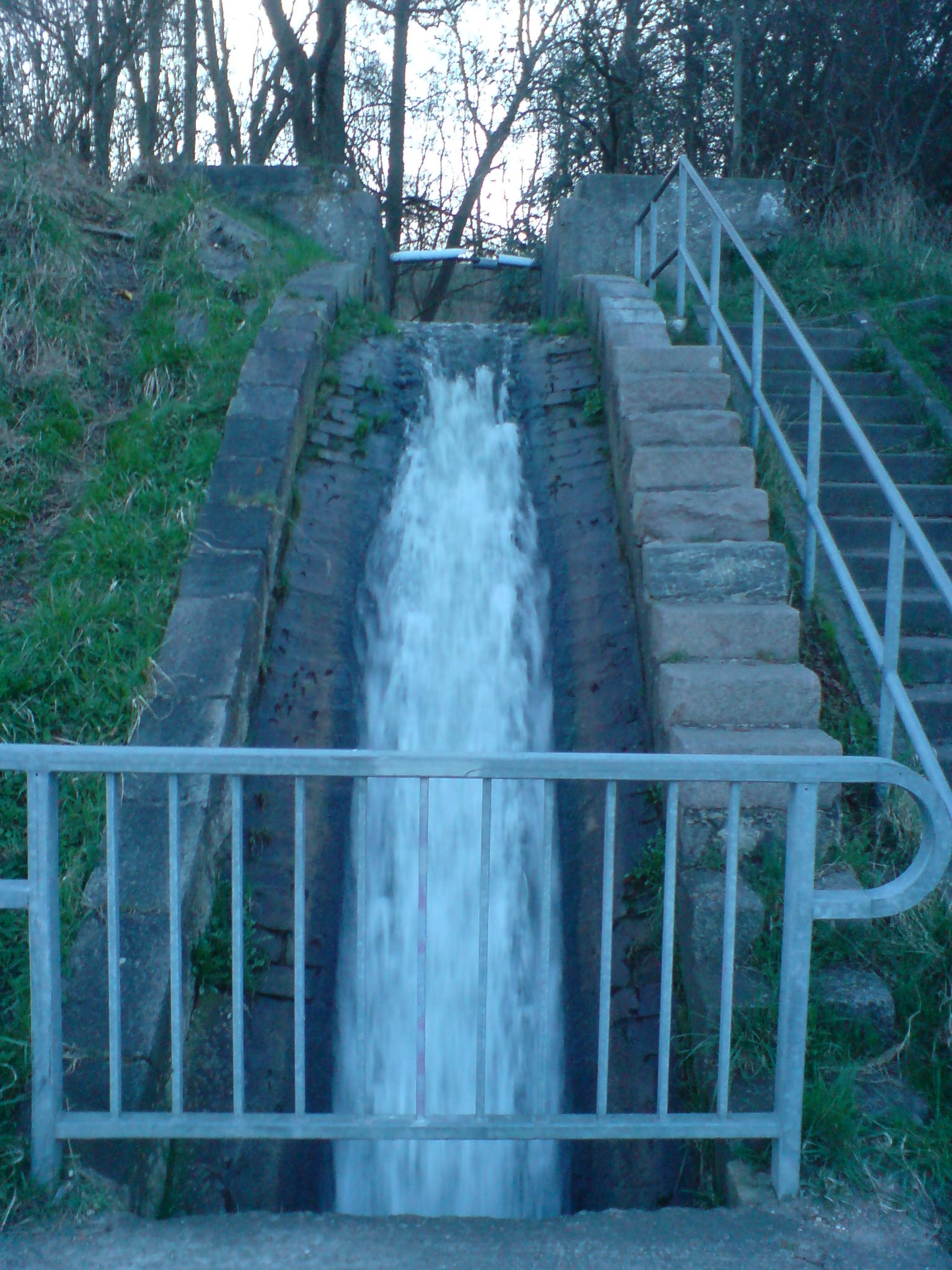
Mündung der Levensau in den Nord-Ostsee-Kanal bei Gut Warleberg
Blick Richtung Norden

## Historische Beschreibungen der Levensau
Zur Zeit der Könige Christian II. (Dänemark, Norwegen und Schweden) (1513–1523) und Johann I. (Dänemark, Norwegen und Schweden) (1481–1513) diente diese Aue, um von der Eider und dem Flemhuder See nach dem Kieler Meerbusen Schifffahrt zu treiben.
1692: Die Levensau war unterschiedlich tief, zwischen 8 und 10 Fuß, und „konnte noch kleine Jachten tragen“. Die Gesamtfallhöhe des Flusses von Landwehr bis Holtenau betrug 14 Fuß. Die Breite betrug 8 bis 15 Fuß. Bei Knoop erhoben sich die Ufer 40 bis 45 Fuß zu beiden Seiten des Flusses, an der Mündung nur 12 bis 15 Fuß.
„Im Laufe der Zeit verlor sie an Tiefe und man konnte an mehreren Stellen durchwaten. Die Kieler Landstraße nach dem Dänischenwohlde ging bei Holtenau über eine lange hölzerne Brücke, an der Stelle, wo die alte Schleuse sich befindet.“

## Landtag an der Levensau
Aus der Zeit von 1482 bis 1626 wird berichtet, dass sich die Schleswigsche und Holsteinische Ritterschaft regelmäßig an der Levensau versammelte und ihre Landtage abhielt, hier wurde unter anderem auch die Steuerhöhe beschlossen.

## Querungen der Levensau
In Holtenau und in Knoop gab es je eine Brücke und ein Wehr zur Wasserstandsregulierung, doch um 1700 soll die Levensau so wenig Wasser geführt haben, dass man an diesen Brücken (sowie an vielen anderen Stellen) den Fluss durchwaten konnte.

## Namensgeber
Für einen kleinen Ort, der früher am Ufer der Levensau lag, wurde die Au zum Namensgeber: Die heute zu Neuwittenbek gehörende Siedlung Levensau befindet sich auf der Nordseite des Kanals, östlich von Altwittenbek. Bis zum Bau des Nord-Ostsee-Kanals überquerte hier die Straßenverbindung Kiel – Eckernförde den Eider-Kanal auf einer Holländerklappbrücke, der Levensauer. Die neue Levensauer Hochbrücke wurde nach dem alten Brückenstandort benannt.